# Richtlinie 90/435/EWG (Mutter-Tochter-Richtlinie)
Die Mutter-Tochter-Richtlinie (Richtlinie 90/435/EWG des Rates vom 23. Juli 1990 über das gemeinsame Steuersystem der Mutter- und Tochtergesellschaften verschiedener Mitgliedstaaten) ist eine EG-Richtlinie. Sie trat zum 30. Juli 1990 in Kraft und regelt die Besteuerung von Dividendenzahlungen zwischen verbundenen Unternehmen innerhalb der Europäischen Gemeinschaft.

## Voraussetzungen
Schuldner und Gläubiger der Zahlungen müssen in zwei unterschiedlichen Mitgliedsstaaten der Europäischen Union ansässige Kapitalgesellschaften sein. Eine Mindestbeteiligungsquote des empfangenden Unternehmens (Muttergesellschaft) in Höhe von 10 % am Kapital des Unternehmens (bis 2006: 20 %; bis 2008: 15 %), das die Zahlungen leistet (Tochtergesellschaft), wird vorausgesetzt. Wird alternativ eine Berechnung nach Stimmrechten vorgenommen, so kommt eine Mindestbesitzzeit von zwei Jahren hinzu. Auch Beteiligungen über eine im Sitzstaat der Tochtergesellschaft ansässige Betriebsstätte werden begünstigt.

## Ziele und Rechtsfolgen
Grundsätzlich soll eine Mehrfachbesteuerung grenzüberschreitend gezahlter Dividenden vermieden werden.
Die Tochtergesellschaft wird gemäß den Regelungen des Staates besteuert, in dem sie ansässig ist, diesem steht das volle Steueraufkommen zu. Er darf allerdings bei der Ausschüttung der Dividenden keine Kapitalertragsteuer erheben. Dem Ansässigkeitsstaat der Muttergesellschaft obliegt die Vermeidung der Doppelbesteuerung: Er kann für die Dividendenzahlungen entweder die Freistellungs- oder die Anrechnungsmethode anwenden.

## Umsetzung in deutsches Recht
Bei Investitionen nach Deutschland hinein (Inbound) wird gemäß § 43b EStG und § 50d Abs. 1, 1a und 2 EStG keine Quellensteuer erhoben. Bei gegenseitiger Anwendung wird die Mindestbeteiligungsquote auf 10 % gesenkt. Nationale Missbrauchsregelungen sind in § 50d Abs. 3 EStG niedergelegt, in diesen Fällen besteht kein Anspruch auf Anwendung der Richtlinie zugunsten der ausländischen Gesellschaft.
Bei Investitionen aus Deutschland hinaus (Outbound) wird gemäß § 8b Abs. 1 KStG eine Freistellung der Dividenden gewährt, dabei werden 5 % der bezogenen Zahlungen bei der Ermittlung des zu versteuernden Einkommens als nicht abzugsfähige Betriebsausgaben angesehen (modifiziertes Nulleinkünfteverfahren), Teilwertabschreibungen auf die Kapitalbeteiligung dürfen gem. § 8b Abs. 3 KStG nicht eingerechnet werden.
Ferner wird die Mutter-Tochter-Richtlinie bei der Ermittlung der gewerbesteuerlichen Bemessungsgrundlage umgesetzt, indem Gewinnausschüttungen einer EU-ausländischen Tochterkapitalgesellschaft an ihre Muttergesellschaft i. S. d. § 9 Nr. 7 GewStG gekürzt werden. Die Muttergesellschaft, welche einen Gewerbebetrieb in Deutschland begründet, muss hierfür die Beteiligung an der ausländischen Tochter bereits seit Beginn des Erhebungszeitraums im Umfang von mehr als 10 % der Anteile an der Tochtergesellschaft vorweisen. Des Weiteren muss die ausländische Tochtergesellschaft diese Gewinne aus sogenannten aktiven Tätigkeiten i. S. d. § 8 Nr. 1 bis 6 AStG beziehen.